# Джустен, Кэтрин
Кэтрин Джустен (англ. Kathryn Joosten; 20 декабря 1939 — 2 июня 2012) — американская актриса, лауреат двух премий «Эмми». Наиболее известна по ролям Карен Маккласки в телесериале «Отчаянные домохозяйки» (2005—2012) и Долорес Ландингем в политическом сериале «Западное крыло» (1999—2002).

## Ранняя жизнь
Кэтрин Джустен родилась в Юстисе, штат Флорида. Она была замужем за психиатром, в браке с которым родила двух сыновей, Джонатана и Тимоти, живя в пригороде Лейк-Фореста, штат Иллинойс. В 1980 году они развелись и Джустен начала осваивать актёрское ремесло, закончив актёрские курсы в Чикаго, одновременно зарабатывая на жизнь профессией маляра, крася дома и клея обои. Она начала сниматься в 42 года, а до начала своей актёрской карьеры работала медсестрой в психиатрической клинике.

## Карьера
Кэтрин Джустен за свою карьеру сыграла более ста ролей в кино и на телевидении. Она дебютировала в 1984 году с небольшой роли в фильме «Грэндвью» и в последующие несколько лет выступала на театральной сцене. В 1992 году она отправилась на прослушивание в труппу артистов для «Диснейуорлд», успешно пройдя его переехала в Орландо, где выступала в шоу. После она вернулась в малый театр, а также некоторое время работала барменом.
В 1995 году она переехала в Лос-Анджелес и получила гостевую роль в комедийном сериале «Семейка Маттерсов». Последующие несколько лет Джустен исполняла гостевые роли в таких телесериалах как «Розанна», «Грейс в огне», «Третья планета от Солнца», «Скорая помощь», «Сайнфелд», а также снялась в серии рекламных роликов. В 1999 году она получила свою первую постоянную роль на телевидении, в ситкоме «Спасибо», который был закрыт после нескольких эпизодов. В следующем году она выиграла премию «Овация» за выступление в пьесе «Леди в коридоре».
Джустен добилась известности благодаря роли Долорес Ландингем, секретаря президента США, которого играл Мартин Шин, в политическом сериале «Западное крыло». Она снималась в сериале на протяжении двух сезонов, до смерти персонажа в автокатастрофе в 2001 году. Позже она вернулась в шоу в воспоминаниях. Она получила две Премии Гильдии киноактёров США за лучший актёрский ансамбль в драматическом сериале за работу в шоу. Одновременно со съемками в «Западном крыле», Джустен появлялась в ситкоме «Дарма и Грег». После актриса начала получать более крупные роли и появилась в сериалах «Зачарованные», «Уилл и Грейс», «Любовь вдовца», «Девочки Гилмор», «Анатомия страсти», «Малкольм в центре внимания», «Ищейка», «Меня зовут Эрл», «Детектив Монк», «Клиника» и многих других. На большом экране она появилась с характерными ролями в фильмах «Заложник», «Незваные гости», «Оптом дешевле 2», «Сказки на ночь» и «Элвин и бурундуки 2». После карьера актрисы пошла в гору и она регулярно появлялась сразу в нескольких телешоу ежегодно. В период между 2003—2005 годами у неё была заметная роль в сериале «Новая Жанна Д’Арк».
Кэтрин Джустен наиболее известна по своей роли Карен Маккласки в телесериале «Отчаянные домохозяйки». Она появилась во всех восьми сезонах шоу. Хотя первоначально её появление в сериале планировалось эпизодическим, лишь в первом сезоне, Джустен получала хорошие отзывы за свою игру, в конечном счете выиграв премию «Эмми» в 2005 году в категории «Лучшая приглашённая актриса в комедийном телесериале». Она осталась в сериале и выиграла ещё одну «Эмми» в 2008 и была номинирована в 2010 году. Она также получила две номинации на премию Гильдии киноактёров США. Из-за популярности её персонажа в 2009 году руководство канала ABC планировали запустить спин-офф сериала с Джустен и Лили Томлин в главных ролях, однако из-за вернувшегося рака актрисы проект был заморожен. Примечательно, что у героини актрисы в сериале также был рак. Её персонаж умер в финале сериала в мае 2012 года, а спустя две недели умерла и сама актриса.
Уже после смерти актриса была четвёртый раз посмертно номинирована на премию «Эмми».

## Болезнь и смерть
В 2001 году Кэтрин Джустен впервые был поставлен диагноз — рак лёгкого. Хотя она успешно прошла курс лечения, в конце 2009 года болезнь вернулась. В декабре 2010 года она была приглашенной звездой в роли самой себя в сериале «Дерзкие и красивые», где рассказала о своем опыте борьбы с болезнью. Позже она стала лицом компании Pfizer.
Кэтрин Джустен скончалась от рака лёгкого 2 июня 2012 года, через 20 дней после выхода последнего эпизода сериала «Отчаянные домохозяйки», в котором от рака умирает её героиня Карен Маккласки.

## Избранная фильмография

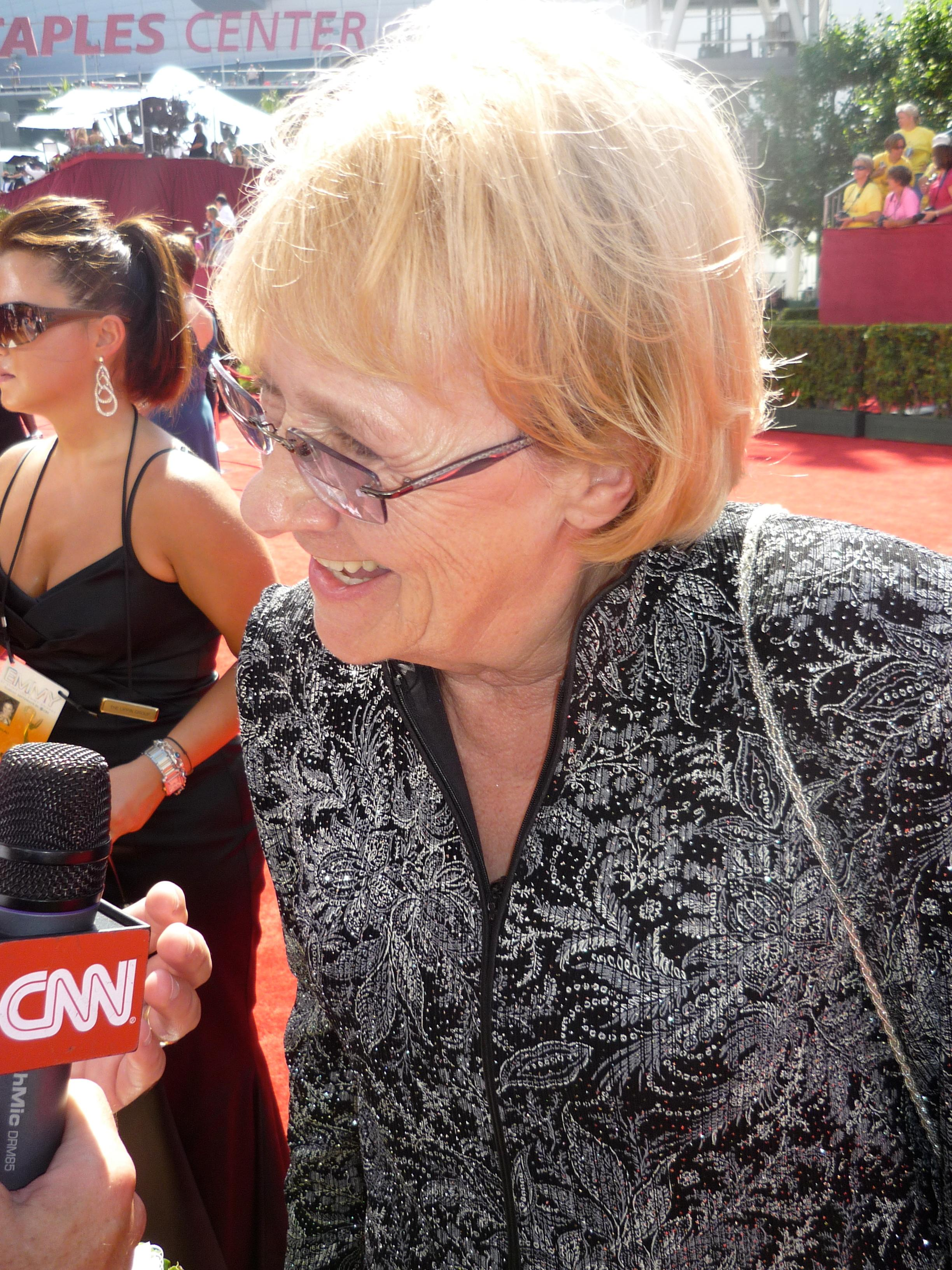
Кэтрин Джустен в 2009 году на церемонии «Эмми».

### Кино
| Год  | Название на русском            | Оригинальное название                   | Роль                     | Примечания             |
| ---- | ------------------------------ | --------------------------------------- | ------------------------ | ---------------------- |
| 1984 | Грандвью, США                  | Grandview                               | миссис Кларк             |                        |
| 1989 | Доставить по назначению        | The Package                             | официантка               |                        |
| 1997 | Лучшие люди                    | Best Men                                | Эди                      |                        |
| 1997 | Рестораны Лас-Вегаса           | Eating Las Vegas                        | домовладелица            | короткометражный фильм |
| 1998 | Феникс                         | Phoenix                                 | Эстер                    |                        |
| 1999 | Крёстный сынок                 | Kiss Toledo Goodbye                     | леди в инвалидном кресле |                        |
| 2000 | Восставший из ада 5: Инферно   | Hellraiser: Inferno                     | мать                     | сразу на видео         |
| 2002 | —                              | Cojones                                 | пожилая леди             | короткометражный фильм |
| 2002 | —                              | Lehi’s Wife                             | Айда Смит                | короткометражный фильм |
| 2003 | Тунец и васаби                 | Wasabi Tuna                             | Эрма                     |                        |
| 2003 | Красные розы и бензин          | Red Roses and Petrol                    | медсестра                |                        |
| 2004 | Спастись до рассвета           | Breaking Dawn                           | соседка                  |                        |
| 2005 | Заложник                       | Hostage                                 | Луиз                     |                        |
| 2005 | —                              | Taking Your Life                        | Хелен                    |                        |
| 2005 | Незваные гости                 | Wedding Crashers                        | мама Чеза                |                        |
| 2005 | Порядочный наполовину          | Halfway Decent                          | мама Бонни               |                        |
| 2005 | Оптом дешевле 2                | Cheaper by the Dozen 2                  | спонсор театра           |                        |
| 2006 | Интеллектуальная собственность | Intellectual Property                   | медсестра                |                        |
| 2006 | Телевизор                      | The TV Set                              | Лоис                     |                        |
| 2007 | Пути и путы                    | Rails & Ties                            | миссис Браун             |                        |
| 2008 | —                              | The Gold Lunch                          | судья                    | короткометражный фильм |
| 2008 | Сказки на ночь                 | Bedtime Stories                         | миссис Диксон            |                        |
| 2009 | —                              | The Bake Shop Ghost                     | мисс Кора Ли Мерриуэзер  | короткометражный фильм |
| 2009 | Элвин и бурундуки 2            | Alvin and the Chipmunks: The Squeakquel | тётя Джеки               |                        |
| 2011 | —                              | Mitzvah Communion                       | Летиша Лавелл            | короткометражный фильм |
| 2014 | Желание волшебника             | Wish Wizard                             | миссис Инкуэлл           | короткометражный фильм |

### Телевидение
| Год       | Название на русском                | Оригинальное название           | Роль                                  | Примечания                                      |
| --------- | ---------------------------------- | ------------------------------- | ------------------------------------- | ----------------------------------------------- |
| 1985      | Леди в голубом                     | Lady Blue                       | Марго                                 | эпизод: Pilot                                   |
| 1987      | —                                  | Sable                           | официантка                            | эпизод: Hunt                                    |
| 1995      | Дела семейные                      | Family Matters                  | кассир в бакалейном магазине          | эпизод: My Bodyguard                            |
| 1995      | Сопровождающий                     | Pointman                        | Лоис                                  | эпизод: The Jumper                              |
| 1995      | Близкий незнакомец                 | The Stranger Beside Me          | судья                                 | телефильм                                       |
| 1995      | Застава фехтовальщиков             | Picket Fences                   | официантка                            | эпизод: Reap the Whirlwind                      |
| 1995      | Надежда Чикаго                     | Chicago Hope                    | уборщица                              | эпизод: A Coupla Stiffs; не указана в титрах    |
| 1995      | Грейс в огне                       | Grace Under Fire                | Айда Райли                            | эпизод: Daycare                                 |
| 1996      | Третья планета от Солнца           | Third Rock from the Sun         | леди из кафетерия                     | эпизод: Dick, Smoker                            |
| 1996      | —                                  | The Making of a Hollywood Madam | миссис Ошотц                          | телефильм                                       |
| 1996      | Скорая помощь                      | ER                              | Лоис                                  | эпизод: A Shift in the Night                    |
| 1996      | Розанна                            | Roseanne                        | Кэрол / покупательница в супермаркете | телесериал; 2 эпизода                           |
| 1996      | Хорошее поведение                  | Goode Behavior                  | н/д                                   | эпизод: Goode Cause                             |
| 1996      | Мерфи Браун                        | Murphy Brown                    | секретарь                             | эпизод: That’s the Way the Corky Crumbles       |
| 1996      | —                                  | Boston Common                   | миссис Шустер                         | эпизод: Trustee and Sympathy                    |
| 1997      | Сайнфелд                           | Seinfeld                        | Бетси                                 | эпизод: The Little Jerry                        |
| 1997      | —                                  | Life with Roger                 | миссис Митчелл                        | эпизод: Dial M for Muffin                       |
| 1997      | —                                  | Temporarily Yours               | женщина                               | эпизод: Independence Day                        |
| 1997      | Фрейзер                            | Frasier                         | Вера                                  | эпизод: Roz’s Turn                              |
| 1997      | Профайлер                          | Profiler                        | Морганна Стайлз                       | эпизод: Into the Abyss                          |
| 1997      | Негодники                          | Men Behaving Badly              | продавщица                            | эпизод: After Midnight                          |
| 1997      | Полиция Нью-Йорка                  | NYPD Blue                       | миссис Праус                          | эпизод: Is Paris Burning?                       |
| 1997      | Южный Бруклин                      | Brooklyn South                  | миссис Мэрайя Уэстбрук                | телесериал; 2 эпизода                           |
| 1998      | Добыча                             | Prey                            | домовладелица                         | эпизод: Discovery                               |
| 1998      | Журнал мод                         | Just Shoot Me!                  | миссис Пирс                           | эпизод: The Kiss                                |
| 1998      | Няня                               | The Nanny                       | медсестра в палате                    | эпизод: The Pre-Nup                             |
| 1998      | Мэгги                              | Maggie                          | миссис Гэримур                        | эпизод: The Other Woman                         |
| 1998      | Ничего святого                     | Nothing Sacred                  | секретарь церкви                      | эпизод: HIV Priest! Film at Eleve               |
| 1998—2001 | Дарма и Грег                       | Dharma & Greg                   | Клэр / пожилая женщина                | телесериал; 7 эпизодов                          |
| 1998—2003 | Шоу Дрю Кэри                       | The Drew Carey Show             | Натали / Рут                          | телесериал; 2 эпизода                           |
| 1999      | Большой ремонт                     | Home Improvement                | Телма Маккриди                        | эпизод: Chop Shop ’til You Drop                 |
| 1999      | Трейси принимает вызов             | Tracey Takes On…                | официантка                            | эпизод: End of the World                        |
| 1999      | Благодарности                      | Thanks                          | миссис Стерджес                       | телесериал; 3 эпизода                           |
| 1999—2001 | Провиденс                          | Providence                      | миссис Нильсен / мисс О’Мира          | телесериал; 2 эпизода                           |
| 1999—2002 | Западное крыло                     | The West Wing                   | Долорес Лендингем                     | телесериал; роль второго плана                  |
| 2000      | Баффи — истребительница вампиров   | Buffy the Vampire Slayer        | Женевив Холт                          | Эпизод: «Where the Wild Things Are»             |
| 2000      | Фирменный рецепт                   | Becker                          | миссис Голдсмит                       | эпизод: Smoke’em If You Got 'Em                 |
| 2001      | Элли Макбил                        | Ally McBeal                     | сестра Элис                           | эпизод: Falling Up                              |
| 2001      | Арлисс                             | Arli$$                          | мать Керби                            | эпизод: You Are Your Priorities                 |
| 2001      | Самый последний                    | Dead Last                       | медсестра                             | эпизод: Gastric Distress                        |
| 2001      | Подрастающий отец                  | Raising Dad                     | миссис Полтис                         | эпизод: Baby, You Can’t Drive My Car            |
| 2001      | Спин-Сити                          | Spin City                       | сестра Агнес                          | эпизод: She’s Gotta Habit                       |
| 2001—2009 | Клиника                            | Scrubs                          | миссис Таннер                         | телесериал; 3 эпизода                           |
| 2002      | Секретные материалы                | The X-File                      | агент Эди Боал                        | эпизод: Trust No 1                              |
| 2002      | Тайтус: Правитель гаража           | Titus                           | Бетти                                 | эпизод: Bachelor Party                          |
| 2002      | Женская бригада                    | The Division                    | Констанс «Конни» Лэнгтри              | эпизод: Journey                                 |
| 2002      | Слишком мало времени               | So Little Time                  | Луиз Ван Хорн                         | эпизод: The Volunteer                           |
| 2002      | Зажигай со Стивенсами              | Even Stevens                    | Эдна Меннинг                          | эпизод: Stevens Manor                           |
| 2002—2005 | Главный госпиталь                  | General Hospital                | Айда Уоррен                           | телесериал; 5 эпизодов                          |
| 2003      | Справедливая Эми                   | Judging Amy                     | судья Драбовски                       | эпизод: Wild Card                               |
| 2003      | Помощник американских адвокатов    | A.U.S.A.                        | Джинни Романо                         | телесериал; 2 эпизода                           |
| 2003      | Королева экрана                    | Hope & Faith                    | женщина на похоронах                  | эпизод: Remembrance of Rings Past               |
| 2003      | Зачарованные                       | Charmed                         | жена                                  | эпизод: My Three Witches                        |
| 2003      | Клава, давай!                      | Less Than Perfect               | пожилая дама                          | эпизод: Rules                                   |
| 2003      | Сильное лекарство                  | Strong Medicine                 | миссис Нолан                          | эпизод: Coming Clean                            |
| 2003      | Секретный Санта                    | Secret Santa                    | Уинифред                              | телефильм                                       |
| 2003      | Король Квинса                      | The King of Queens              | Марин                                 | эпизод: Santa Claustrophobia                    |
| 2003      | —                                  | Highway to Oblivion             | Нэнси                                 | телефильм                                       |
| 2003—2005 | Новая Жанна д’Арк                  | Joan of Arcadia                 | Бог-старушка                          | телесериал; 8 эпизодов                          |
| 2003—2008 | Детектив Монк                      | Monk                            | Нейса Гордон / бывшая няня            | телесериал; 2 эпизода                           |
| 2004      | Умерь свой энтузиазм               | Curb Your Enthusiasm            | Дженни                                | эпизод: The Weatherman                          |
| 2004      | 10-8: Дежурные офицеры             | 10-8: Officers on Duty          | миссис Антербергер                    | эпизод: Wild and the Innocent                   |
| 2004      | Уилл и Грейс                       | Will & Grace                    | Фелиша                                | эпизод: Ice Cream Balls                         |
| 2004      | Да, дорогая!                       | Yes, Dear                       | Клэр Аткинсон                         | эпизод: Dead Aunt, Dead Aunt…                   |
| 2004      | Жизнь с Бонни                      | Life with Bonnie                | Филлис                                | эпизод: Therabeautic                            |
| 2004      | Любовь вдовца                      | Everwood                        | миссис Хаммерхилл                     | эпизод: Last Looks                              |
| 2004      | —                                  | Combustion                      | мисс Найт                             | телефильм                                       |
| 2004      | Отец прайда                        | Father of the Pride             | н/д                                   | мультсериал; эпизод: Catnip and Trust; озвучка  |
| 2004      | Девочки Гилмор                     | Gilmore Girls                   | Мейси Фортнер                         | эпизод: Written in the Stars                    |
| 2005      | Макбрайд: Мадам, это убийство      | McBride: It’s Murder, Madam     | судья Бродерик                        | телефильм                                       |
| 2005      | Отцы и дети                        | Fathers and Sons                | мама Джин                             | телефильм                                       |
| 2005      | Анатомия страсти                   | Grey’s Anatomy                  | Стефани Дрейк                         | эпизод: Shake Your Groove Thing                 |
| 2005      | —                                  | Breadwinners                    | Филлис                                | телефильм                                       |
| 2005      | Лав Инкорпорейшн                   | Love, Inc.                      | Дорис                                 | эпизод: The Honeymooners                        |
| 2005      | Малкольм в центре внимания         | Malcolm in the Middle           | Клэр                                  | эпизод: Malcolm Defends Reese                   |
| 2005      | От 16 и старше                     | Life on a Stick                 | Эдит                                  | эпизод: Things People Stand For                 |
| 2005—2008 | Меня зовут Эрл                     | My Name Is Earl                 | мама Донни                            | телесериал; 2 эпизода                           |
| 2005—2012 | Отчаянные домохозяйки              | Desperate Housewives            | Карен МакКласки / Бендер              | 87 эпизодов                                     |
| 2006      | Риба                               | Reba                            | директор                              | эпизод: Brock’s Got Stones                      |
| 2006      | Все тип-топ, или жизнь Зака и Коди | The Suite Life of Zack & Cody   | бабушка Мэрилин                       | эпизод: Not So Suite 16                         |
| 2006      | Доказательства                     | The Evidence                    | Мидж                                  | эпизод: And the Envelope Please                 |
| 2006      | —                                  | Saved                           | Эвелин Уилсон                         | эпизод: Who Do You Trust?                       |
| 2007      | Джейн Доу: Неразрывные связи       | Jane Doe: Ties That Bind        | Кара Гудман                           | телефильм                                       |
| 2007      | В случае экстренной ситуации       | In Case of Emergency            | миссис Уолш                           | эпизод: The Picture                             |
| 2007      | Ищейка                             | The Closer                      | сестра Таунсенд                       | эпизод: The Round File                          |
| 2008      | Лас-Вегас                          | Las Vegas                       | Робби                                 | эпизод: Win, Place, Bingo                       |
| 2011      | Возвращение титанов                | Mega Python vs. Gatoroid        | Энджи Полк                            | телефильм                                       |
| 2011      | Шоу Кливленда                      | The Cleveland Show              | Хейзел                                | мультсериал; эпизод: Sex and the Biddy; озвучка |
| 2012      | Менталист                          | The Mentalist                   | Мейси Джойс                           | эпизод: At First Blush                          |
| 2012      | Закон Хэрри                        | Harry’s Law                     | Глория Уильямс                        | эпизод: Class War                               |
| 2014      | —                                  | Wild Card                       | Дотти                                 | эпизод: The Pilot                               |

## Награды и номинации
| Награда | Год  | Категория                                                  | Название работы       | Результат |
| ------- | ---- | ---------------------------------------------------------- | --------------------- | --------- |
| Эмми    | 2005 | Лучшая приглашённая актриса в комедийном телесериале       | Отчаянные домохозяйки | Победа    |
| Эмми    | 2008 | Лучшая приглашённая актриса в комедийном телесериале       | Отчаянные домохозяйки | Победа    |
| Эмми    | 2010 | Лучшая приглашённая актриса в комедийном телесериале       | Отчаянные домохозяйки | Номинация |
| Эмми    | 2012 | Лучшая женская роль второго плана в комедийном телесериале | Отчаянные домохозяйки | Номинация |